# 殖民地

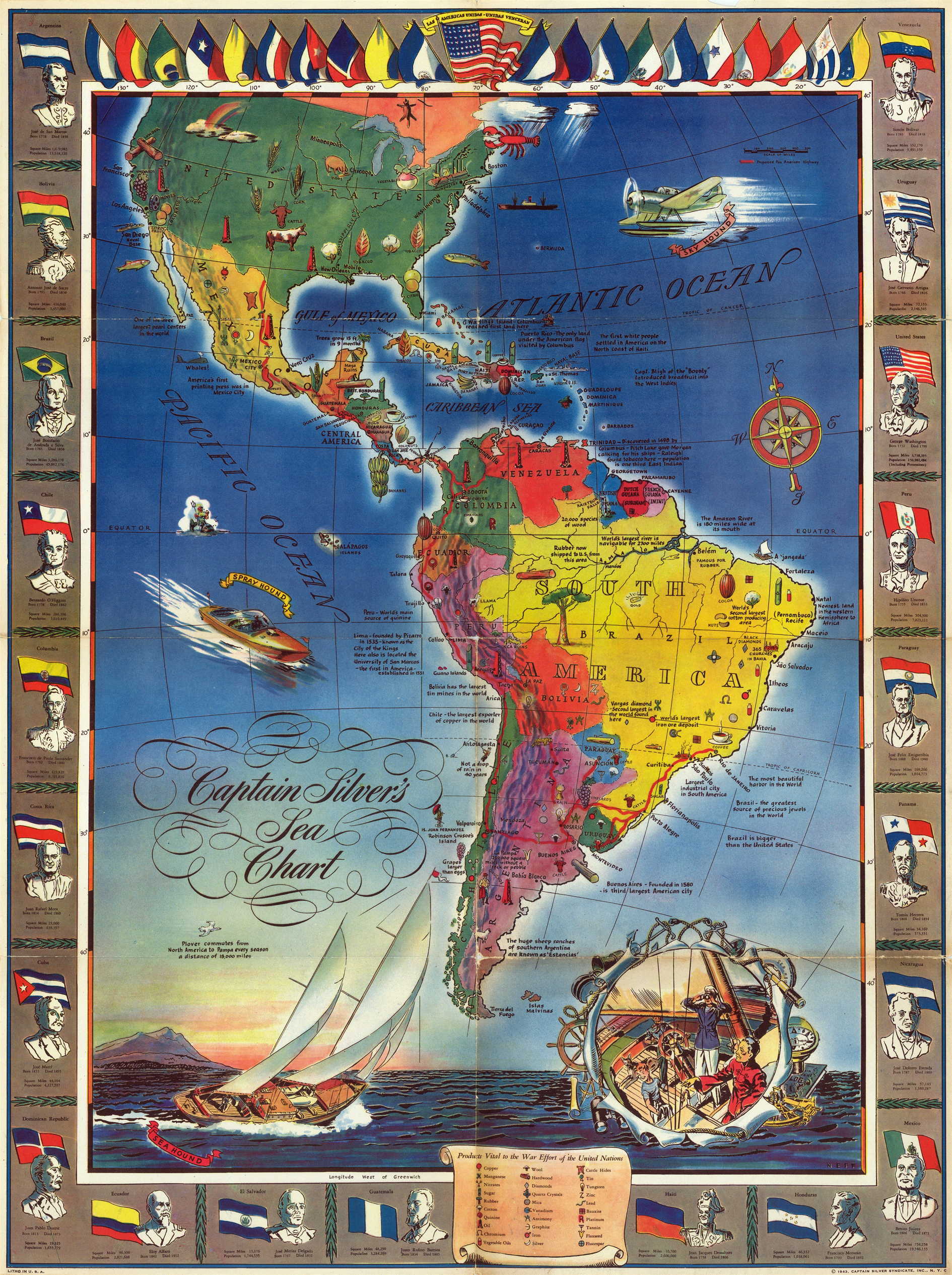
美洲前殖民地国家独立先驱

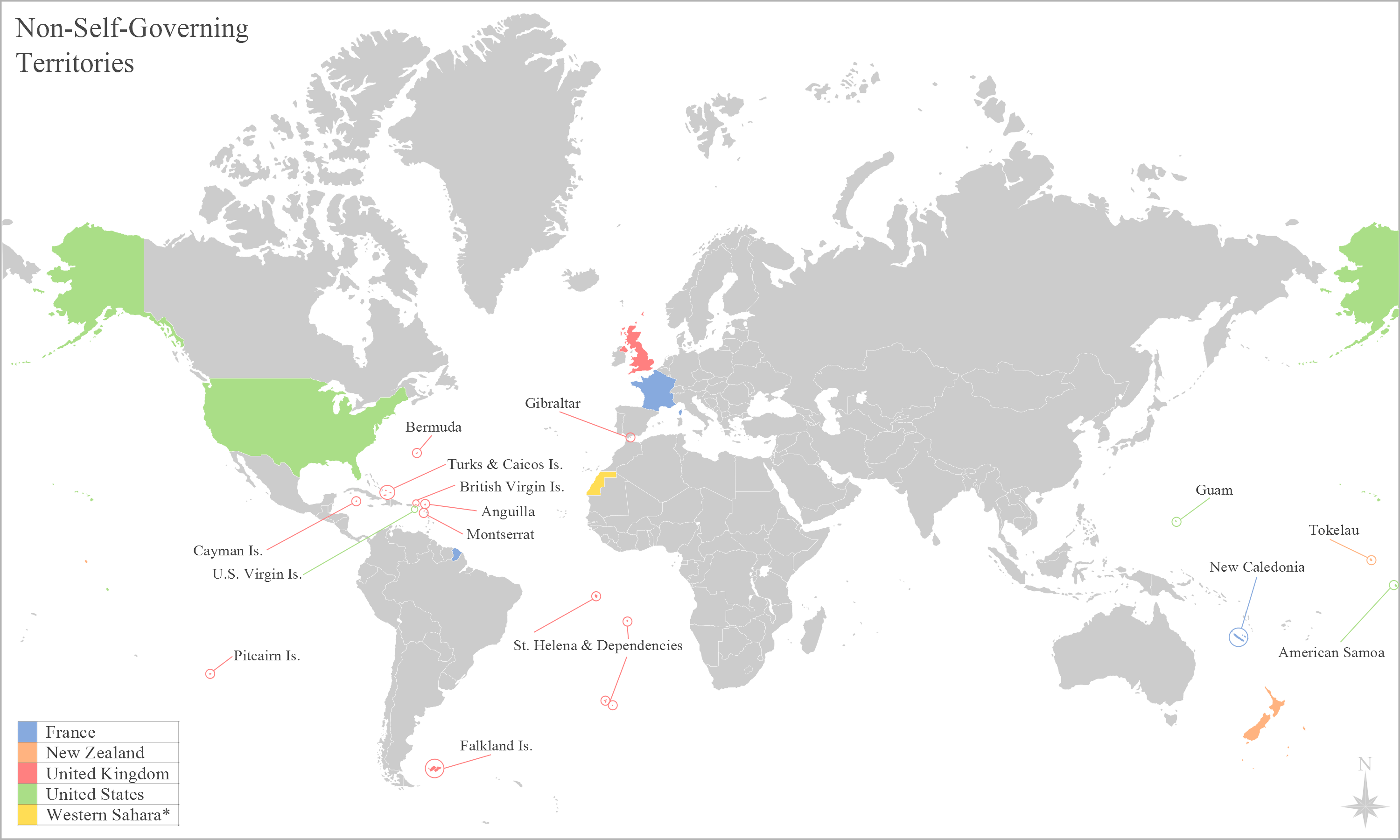
联合国认定的“非自治领土”为前殖民地残留

殖民地（英語：Colony），旧称植民地，是由外國統治的一塊領土。這個領土由殖民者，或宗主国统治，没有政治、经济、军事和外交方面的独立权力，完全受宗主国控制的非宗主國本土地区。广义的殖民地还包括：虽然拥有行政机关、军队等国家机构，但经济、军事、外交等一方或多方被别国控制的「半殖民地国家」、卫星国和保护国，還有委任统治地、托管地，以及殖民主义国家在这些地区设置的“属地”、“海外领地”（英国）、“海外省”（法国）、“附属地”（德国）等諸多不同名稱的各種非本土行政區。联合国定义的“非自治领土”为前殖民地的遗存。
殖民地特色是規章明顯異於宗主國，但是宗主國的文化、經濟等綜合實力皆優於被殖民的地區，因故具備強大的影響力；宗主國通過向殖民地輸出文化、資本、技術，進行建設，甚至頒布法律，控制殖民地区。由於不是本土，因此宗主國不会把首都迁入殖民地内，亦不会為了統治被殖民地区，更改宗主國的制度，而是針對殖民地區打造合適的管理制度，為宗主國獲取資源，有如奴隸一般。第二次世界大战后，世界上大多数远离宗主国本土的海外殖民地，都基於平等原則获得非殖民化運動的鼓動，最後走向獨立的道路，從發現新大陸開始，持續500年的旧世界殖民主义体系不复存在，只剩少數離岸島嶼等，被殖民國編入本土。从殖民地的性质上来说，大致可分为拓殖型殖民地、资源掠夺型殖民地和商业殖民地三种主要类型，这三种殖民地是随着资本主义的发展进程而顺次出现的。

## 历史

### 起源

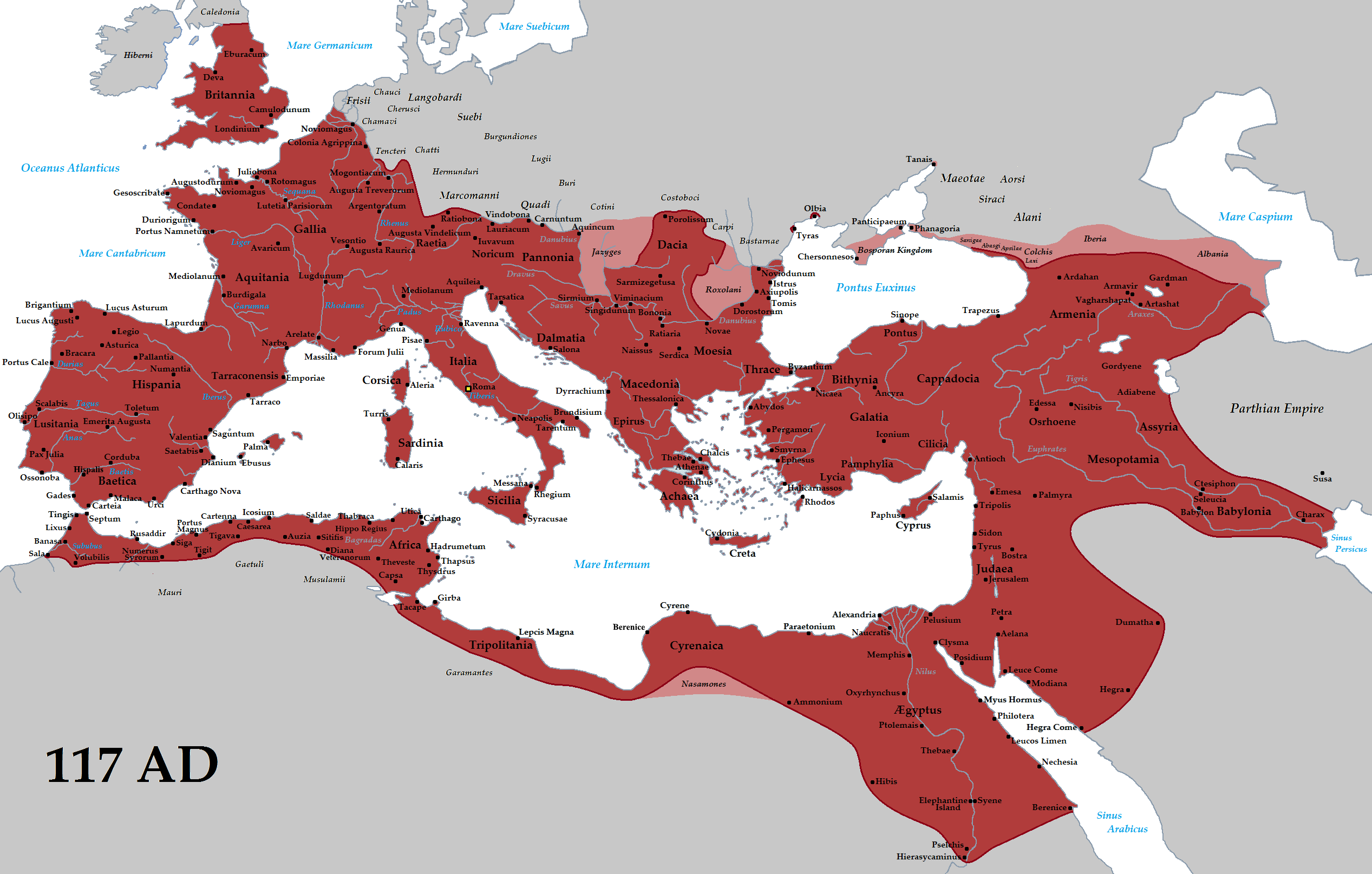
罗马帝國版圖

上古时代的殖民地多为拓殖型殖民地，即宗主国在海外的延续，例如腓尼基人建立的迦太基。在古希腊时期，希腊诸城邦在地中海和黑海沿岸建立了许多殖民地，一度远至北非和西班牙海岸。希腊人的殖民运动始于与海外地区的贸易需要，同时也有一些希腊公民不满本城邦政治现状，或由于地少人多而移居海外。希腊人的海外殖民区建立起来之后，大多保持政治上的独立性，但同母邦保留一定的联系，派遣代表参加全希腊的奥林匹克运动会，并且以身为希腊文明的前哨而自豪。一些希腊殖民地保存至今，如叙拉古（在意大利西西里岛，今名锡拉库扎）、塔兰托和拜占廷（今伊斯坦布尔）。现代通用的“殖民地”一词（拉丁文:colonia，英文:colony，法文:colonie，西班牙文:colonia，德文:Kolonie）来自古罗马的“Colonia”。它原指由罗马公民及其家属组成的守卫亚平宁半岛海岸的村社。随着罗马统治地域的扩大，这一制度逐渐推及到新征服地区，演变成殖民制度。殖民者仍然享受罗马公民的一切权利，被征服地区的人口则无法享受罗马公民权（至罗马共和国后期和罗马帝国时期，随着被征服地区的罗马化，公民权方赋予殖民地人民）。

### 早期的殖民地
西罗马帝国476年灭亡后，其海外行省和殖民地被东罗马帝国、法兰克王国、西哥特王国等国家瓜分。由于政治和军事上的局限，同时由于西罗马灭亡之后出现的人口稀少，这些国家几乎没有力量去征服海外殖民地。
十字军运动标志着欧洲对自身之外的地区产生兴趣的开始。在地中海东岸建立起来的十字军国家并非殖民地，但第四次十字军东征占领拜占廷帝国后，威尼斯和热那亚占领了原属拜占廷的许多领土，在东地中海建立了自己的商业殖民地。这些殖民地后来大多被奥斯曼帝国夺取。

### 15世纪至17世纪：西班牙和葡萄牙的殖民帝国

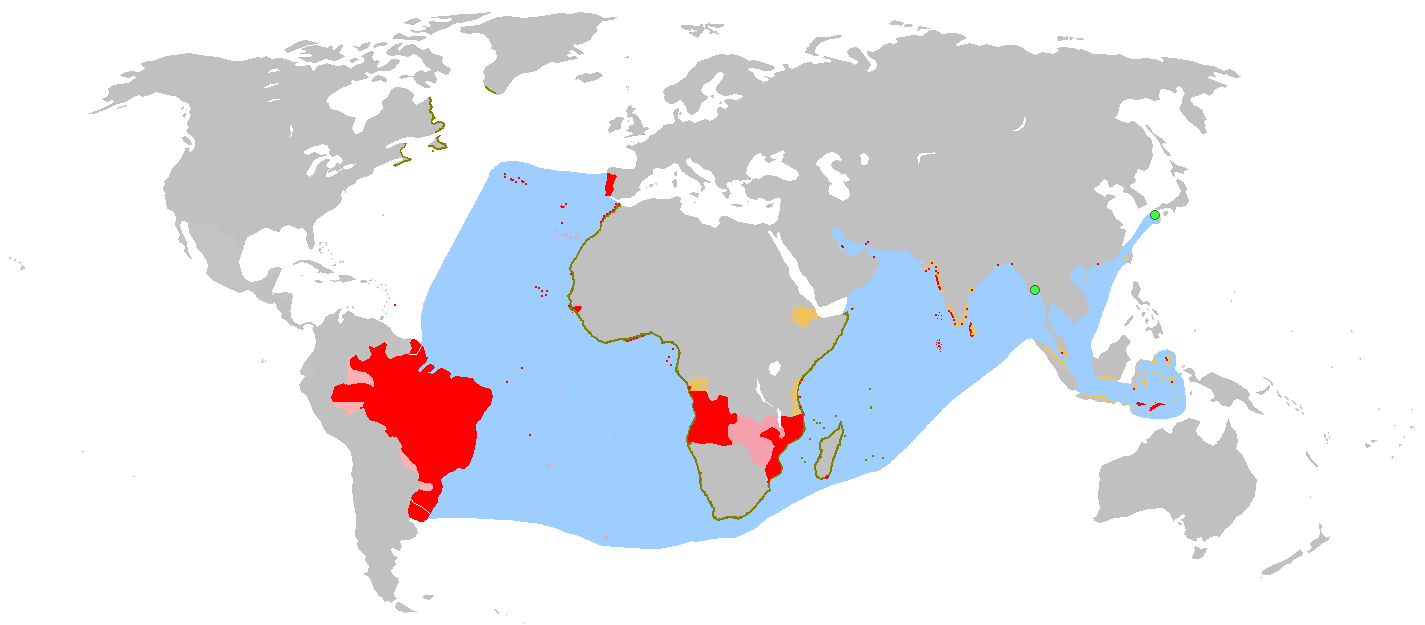
葡萄牙帝國版圖

西班牙帝國版圖

一般认为，近代西方国家最早占领的殖民地是葡萄牙于1415年占领的休达。该港原属摩洛哥，为扑灭当地海盗、并控制经休达中转的西非黄金及象牙的进口，葡萄牙经过周密布署占领了休达港，随后为直接与出产黄金的西非黑人帝国建立联系，又沿非洲海岸南下，占领了馬德拉、佛得角等群岛。
随着文艺复兴运动在欧洲的发展，欧洲出现了对商业资本和财富的渴望。当时欧洲的主要贸易对象是东方，尤其来自是中国、印度和南洋各群岛的丝绸、宝石、香料等奢侈品。由于当时与东方的贸易被威尼斯、热那亚垄断，西欧国家决定自己探索通往东方的航路。首先对东方航线展开探索的是葡萄牙和西班牙。1498年达伽玛经过好望角抵达印度。为了确保与印度的贸易不受蒙兀兒帝国、阿曼以及印度洋沿岸各土邦国的干扰，葡萄牙于1510年在果阿建立了第一处殖民地，修筑要塞，配备军队，保护葡萄牙商人的安全，同时在非洲沿海占据了一些岛屿和滨海据点，作为前往印度的中途补给站。
由于经好望角前往东方的航路被葡萄牙垄断，西班牙不得不向西寻找通往东方的新航线。1492年，哥伦布在往西尋找新航路時發現了美洲，西班牙在這「新大陸」上，於16世紀初展開一連串的征服與殖民运动，在极短的时间内消灭了原居者印第安人所建立的各个帝国，建立起极其广大的殖民地。
1494年，西葡兩國為解決在海外競爭上的衝突，在教宗亞歷山大二世仲裁的之下簽訂《托德西利亚斯条约》，劃定雙方在歐洲以外世界的勢力範圍。葡萄牙以此获得了西经50度以东的南美洲土地，即今日的巴西，西班牙則控制美洲除巴西以外的龐大地區，殖民範圍同時橫跨了南北美洲。
由于西班牙征服地区盛产金银，大量贵金属经西班牙流入欧洲，刺激了欧洲其他地区的物价变革和工商业发展。同时，由于咖啡、可可、茶叶、烟草、蔗糖、马铃薯等新消费品引入欧洲，欧洲人的饮食习惯也大幅度改变，导致对这些消费品需求的增长，这就促使西班牙和葡萄牙在新征服的美洲广大地区发展经济作物的种植。
16世纪末至17世纪初，英国和法国从西班牙人手中夺取了加勒比海诸岛，荷兰从葡萄牙手中夺取了巴西东北沿海的纳塔尔地区。由葡萄牙人在非洲的马德拉群岛、佛得角群岛首创的黑人奴隶种植园制度传入英、法、荷控制的这些地区，对劳动力的需求猛增。而由于殖民者（尤其是西班牙人）对印第安土著的残酷屠杀，加上从欧洲传入的疾病造成了大量的死亡，印第安人的数量由15世纪末的5000万锐减至17世纪的400万，因此欧洲殖民者不得不从非洲寻找新的劳动力来源。
从1442年起，葡萄牙人就把柏柏尔人用作奴隶（在葡萄牙本土），西班牙人从1502年起开始把非洲黑人运入美洲。对奴隶贸易的需求促使两国以及英国、荷兰、法国、丹麦等新兴资本主义国家在西非洲沿海建设了许多商站，贩卖奴隶、象牙、黄金和辣椒（当时被称为“天堂的种子”，象牙海岸（今名科特迪瓦）的另一个名称是种子海岸）。但是由于西非的海岸难以接近，再加上当地的地貌和气候不适合欧洲人居住，因此在此后几个世纪的时间里，欧洲对非洲的殖民只限于少数滨海据点。从欧洲国家对这些殖民地的命名——黄金海岸、象牙海岸、奴隶海岸——上可以看出，在西非的殖民地基本上都属于资源掠夺型殖民地。

### 17世纪至18世纪中叶：英国、法国和荷兰

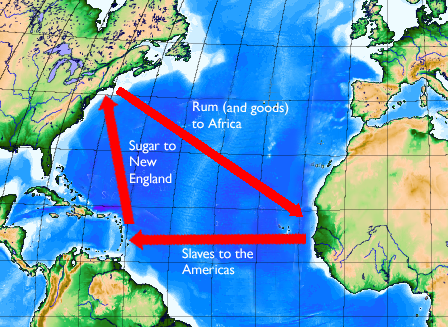
18世纪欧洲在非洲和美洲殖民地之间“大三角贸易”的航线

随着新大陆的发现，大西洋取代地中海，成为商业交通的必经之路，导致意大利地区和德国北部汉萨同盟各传统商业城市的衰落，以及英国、法国、荷兰这几个面向大西洋的国家的经济兴起。英国最初试图经过俄罗斯打通东方贸易路线，为此于1533年成立了莫斯科公司，不久之后发现俄国与东方没有直接商业往来，于是转而寻找西北航线，试图经北美洲北部前往东方。1588年英国击败西班牙无敌舰队后，开始了对北美洲的殖民，建立了哈得孙湾公司和新英格兰殖民地。1600年英国商人建立了英国东印度公司，随后开始了在印度的扩张。荷兰在16世纪末独立后，迅速发展为世界最大的航海和商业国家，于1602年设立荷兰东印度公司，逐渐垄断了与中国、印度、日本和香料群岛的贸易。法国则在北美洲建立了新法兰西殖民地，并在加勒比海占据了数个具有战略意义并盛产蔗糖的岛屿。
英国在北美殖民地进行烟草和棉花的商业种植，法国同样需要向加勒比海岛屿的甘蔗种植园输送人力。而由于种植园的高强度劳动使得奴隶人口净增长为负百分之五，进口奴隶成本又低于建设医疗保障，因此两国对奴隶的需要也日益扩大。1526年，英国开始奴隶贸易。不久之后，荷兰和丹麦作为活跃的贸易中转国也加入奴隶贸易活动中来，试图从中分得利益。瑞典、勃兰登堡、汉堡、库尔兰等国家也在这一时期从事奴隶贸易，为此在非洲海岸占领了一些据点。由于西非地区的本土经济以采集和狩猎为主，食物产量有限，为了供养奴隶在长途贩途中的伙食，在这些据点周围开辟了农业地区，从欧洲和美洲引进甘薯、薯蓣等粮食作物。

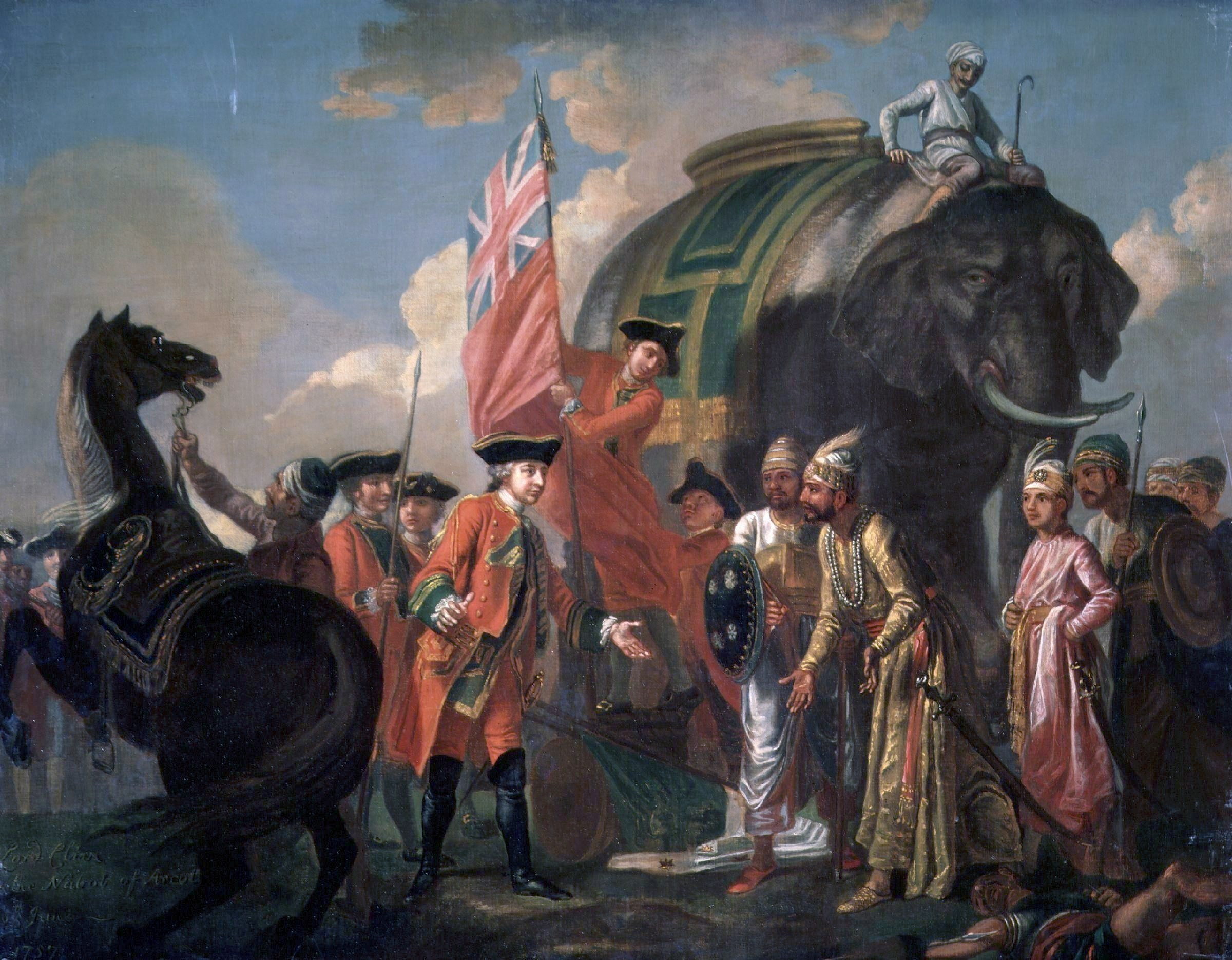
罗伯特·克莱武，英国东印度公司的奠基人

从17世纪初到18世纪中叶，英国和法国由于在欧洲大陆的利益争夺而进行了4次战争，英国凭借强大的海军力量，在海外夺取了法国在印度、加拿大和密西西比河以东的大片领土，一跃成为世界第一流的殖民大国，并且在同荷兰的数次战争取代了荷兰，成为主要的船运国，建立起庞大的商船队和海军。以1763年英国与法国和西班牙签订《巴黎条约》为标志，英国取代西班牙，成为世界头号殖民强国。
这一时期欧洲国家在美洲的殖民地管理方式基本相同，即将其与本土区别对待，向殖民地派出代表国王的总督或副王，殖民地的经济发展受到遏制和监管，被迫种植宗主国需要的单一经济作物，矿业高度发达，其他工业发展停滞，甚至连农具和衣物等基本消费品也无法生产。宗主国从殖民地无偿或低价输出产品，甚至因此产生了殖民地通货紧缩、不得不借用别国货币（例如在英属殖民地中通用奥地利的玛丽亚·特蕾西娅银币和西班牙八字银元）的现象。殖民地之间的联系也被阻止，在北美十三州中，从某一殖民地寄往另一殖民地的邮件要先寄回伦敦。

### 工业革命时代：殖民地的萎缩

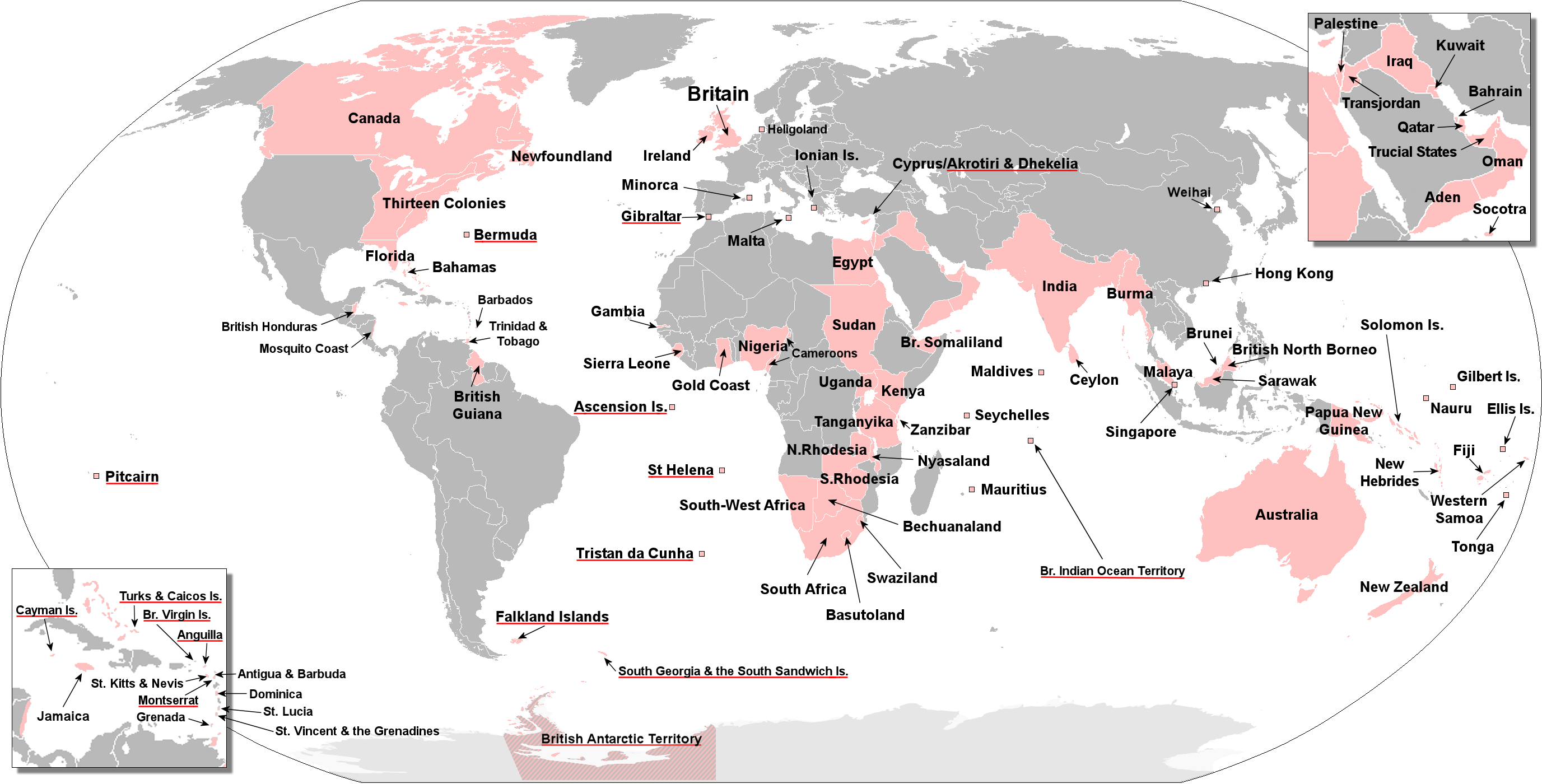
大英帝国

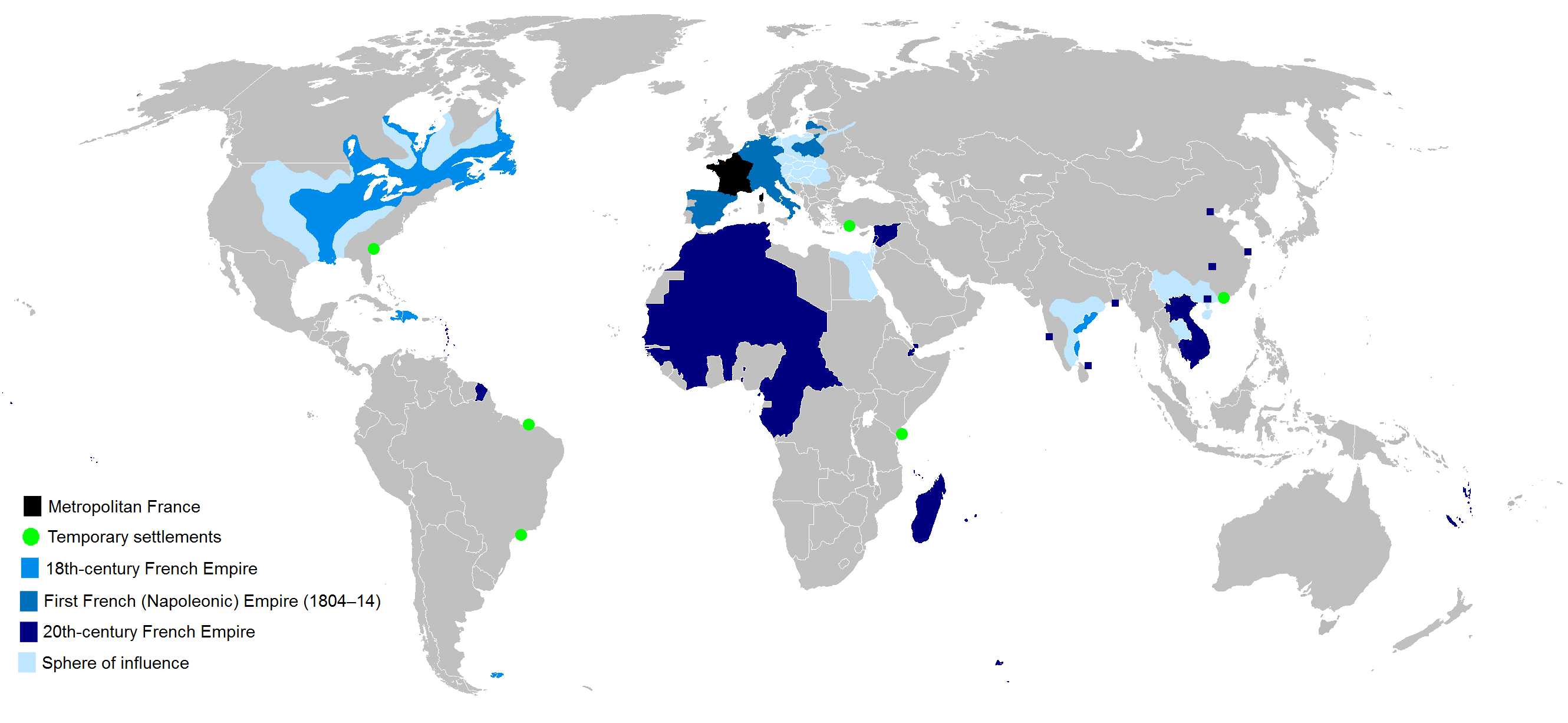
法蘭西殖民帝國

比利時殖民地

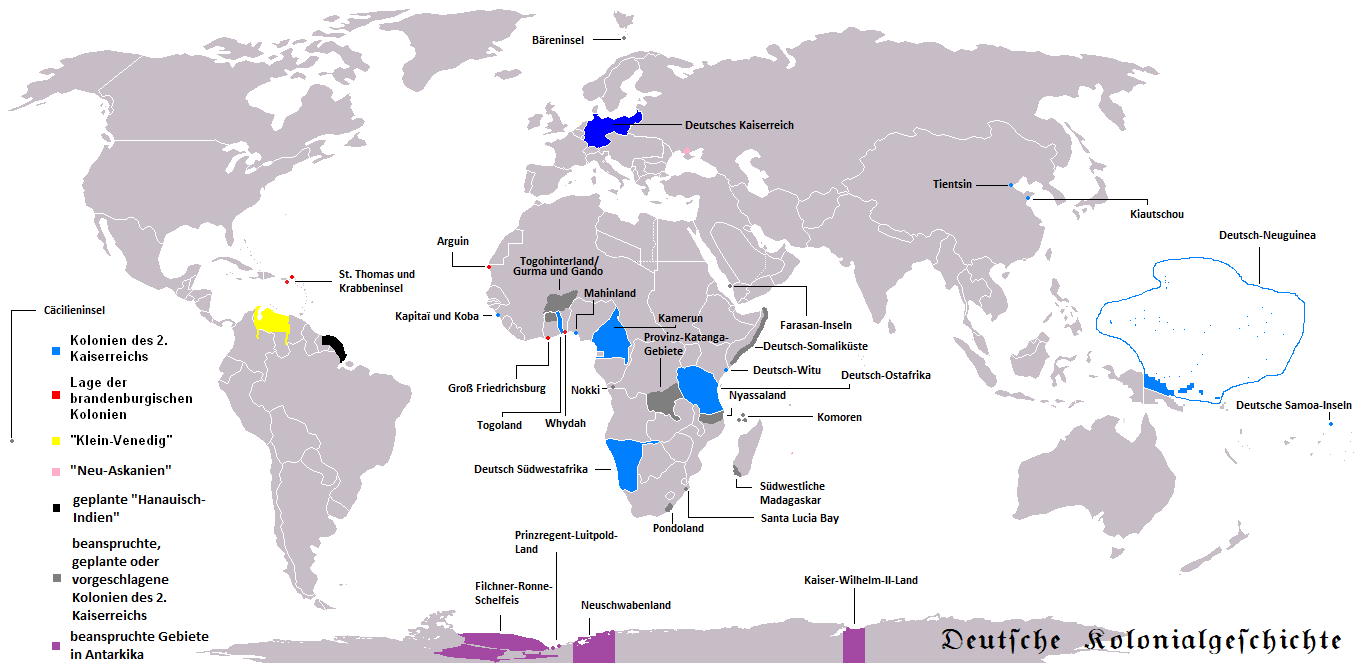
德意志殖民帝国

工业革命时代到来后，传统的以蔗糖、烟草和奴隶为主的殖民贸易已经不再具有重要意义。工业国家对棉花、羊毛、燃料、铁、铜、锡、煤炭等工业原料的需求取代了对消费品的需求，同时这些国家迫切需要在本国之外开辟市场，以消化本国生产的工业制成品。由于欧洲地区的市场已经饱和，因此只能向美洲和亚洲（当时尚未开始对非洲的殖民）寻求发展空间。
1776年北美十三州独立后，英国的殖民事业受到很大打击，遂将殖民经略重点由北美洲转至资源更为丰富、市场更为庞大的印度。此外，英国还占领了澳大利亚、新西兰、开普殖民地、香港等地。
由于法国大革命宣扬的天赋人权观念影响，加上宗教、人道和经济方面的原因，英国于1807年宣布奴隶贸易为非法，此后荷兰、法国、瑞典、丹麦等国也宣布禁止奴隶贸易。这一措施使得各国在非洲沿海的据点迅速萎缩，丹麦、荷兰均于19世纪中叶卖掉了在西非沿海的商站。同时由于拿破仑战争的冲击，西班牙和葡萄牙在美洲的殖民地纷纷宣布独立，对奴隶的需求锐减，这两国在非洲的殖民力量也迅速衰弱。
在北非，法国利用土耳其的衰败，借助消灭北非海盗的机会向阿尔及利亚、摩洛哥、突尼斯等土耳其附属国渗透，海盗最活跃的阿尔及利亚受到最沉重的打击，1815年美国海军打败了阿尔及利亚海军，1819年英荷联合舰队炮轰了阿尔及尔城，法国也与阿尔及利亚发生多次冲突，于1830年占领了阿尔及利亚。
从1825年到1875年这段时间，除英国和法国外，欧洲国家征服新殖民地的活动已基本停止，代之以向海外殖民地移民的运动。而就英国的情况来说，英国首相迪斯雷利在1852年的一句话可以说是这一时期英国对殖民地态度的最好总结：“殖民地是挂在我们（英国）脖子上的沉重磨盘”。以英国在冈比亚和黄金海岸的两小块殖民地为例，其商业税收远远赶不上行政开销，英国议会几次建议缩小殖民地规模或将其完全抛弃，只是由于英国皇家海军西非分舰队需要在几内亚湾建立海军据点禁止奴隶贸易，英国才最终保留这两处地区。

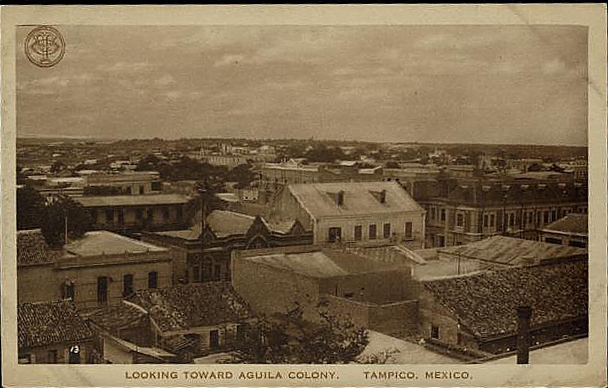
1900年的英属安圭拉殖民地

但是，为了安置加勒比海诸岛被解放的黑人奴隶，英国在殖民地萎缩时期通过建立授权公司的形式，又开辟了塞拉利昂殖民地，美国殖民协会在同一时期开辟了利比里亚殖民地，法国则开辟了利伯维尔（今加蓬）殖民地，这些殖民地都被用来安置被释奴隶。

### 19世纪末至20世纪初：占领殖民地的高潮
1870年普法战争结束、德国政治统一之后，德国地理学家腓特烈·拉策尔开始研究当时正在扩展中的德国工业产品的市场问题，并开始应用地理学为俾斯麦的帝国主义政策作辩护。他认为，由于世界在向前发展，空间对于一个国家来说将越来越重要，大国将逐渐拓展，小国变得无足轻重。世界历史对空间之要求越来越大，这个事实可以从各重要商业国家的演变明白看出：威尼斯是一个城市；荷兰是一个三角洲国家；英国是一个岛；美国是一个大陆。各强国必须遵从这个绝对的、必然的趋向，努力用殖民、合并及征服的手段来拓展他们的空间。英国帝国主义理论家哈尔夫·马金德也提出了类似的理论，指出一个国家如果要生存，必须实现自给自足。控制原料产地并将其变为产品输出市场成为攸关国家利益的战略需求。在19世纪的头75年里，西方国家平均每年占领21万平方公里的殖民地，而在后25年里，平均每年占领62万平方公里殖民地。
从15世纪末到19世纪中叶，殖民主义国家在被称为“最后的大陆”的非洲占领的领土只有318万平方公里，而在19世纪最后的25年里，欧洲对于非洲的兴趣又浓厚起来，在非洲占领了2569万平方公里土地。
由于欧洲的迅速工业化和人口的增加，对植物油、植物纤维、橡胶和某些矿产资源的需求增大了，而这些产品可以用廉价的工业品在非洲换得，对新原料的需要引起对非洲原料产地的激烈争夺。
殖民主义国家对非洲内地的殖民始于19世纪晚期法国在塞内加尔开创的逐步推进方式，即以种植花生或油棕榈的农场为前进基地，利用药物治疗热带疾病，利用当地土著组成雇佣军队，沿主要河流向腹地推进，这种方式远比英国的沿海渗透方式有效，因此为其他殖民国家所效仿。1870年代，南非发现巨大的金刚石、黄金等矿产又刺激其他殖民国国家在非洲其他地区探寻同类矿藏，争夺的土地不再限于适宜种植农作物的地区，荒地、沼泽、沙漠和无人区都成为争夺的对象。1884年至1885年間的柏林西非会议上，與會各國确定了“只有实际占领才能证明对一个殖民地的统治权”的原则，已占据非洲沿海地区的国家，如英国、法国和葡萄牙，迅速与当地酋长签订协议和条约，把自己的势力扩大到内陆。新兴的工业强国——德国、比利时和意大利也加入到对非洲的争夺中来。
从1885年至1900年，欧洲国家完成了对非洲的瓜分。除了埃塞俄比亚和利比里亚两个政治上独立的国家外，传统的非洲王国如阿散蒂、达荷美、索科托、布干达，以及由欧洲荷兰裔阿非利卡人建立的德兰士瓦共和国、奥兰治自由邦、納塔利亞共和國等国家都先後沦为西方国家的殖民地或保护国。埃及名义上为独立国家，但完全受英国的控制。
在亚洲，俄国从1860年代起加速了对外高加索、中亚、西伯利亚及远东的殖民和征服，先后占领了哈萨克汗国的大玉兹、中玉兹、小玉兹，以及希瓦汗国、布哈拉汗国、浩罕汗国，并向中国的新疆、外蒙古和满洲地区渗透。到1876年，俄国已经占领了1700万平方公里的土地。法国征服了安南、老挝、柬埔寨，英国占领了马来半岛和婆罗洲北部，控制了波斯湾和阿拉伯半岛南部。在大洋洲，新兴的德国从西班牙手中购买了加罗林群岛、马里亚纳群岛等殖民地。除了直接征服殖民地外，殖民国家还将一些经济落后的国家变为半殖民地，如大清、朝鮮、暹罗、波斯、阿富汗等，在这些国家攫取了海关、交通、通商、筑路、开矿、建厂、开办银行、训练军队等权益。

### 重新瓜分殖民地与两次世界大战
至20世纪初，殖民国家及殖民地已占全世界85%的陆地面积。各国的殖民地分布是不均衡的。事實上除了实力仍然强大的英国和法国外，早已衰落的西班牙、葡萄牙仍然掌握着大片的殖民地，而新兴的美国、德国、日本和意大利这些国家只占有一些面积不大、资源贫乏的“剩余地区”。随着争夺殖民地的手段趋于激烈化，各主要殖民国家在19世纪末至20世纪初相继卷入一系列外交和军事冲突，如英法德之间的第一次摩洛哥危机和第二次摩洛哥危机、英法之间的法绍达危机、两次布尔战争、中日甲午战争、美西战争、日俄战争、意土战争等一系列冲突。
从1900年至1914年第一次世界大战爆发前夕，各殖民国家为了争夺新殖民地或保护既有殖民地而纵横捭阖，形成了极其复杂的利害冲突关系：德国对英国的世界霸权提出挑战；日本对俄国在東北亚的霸权发出挑战；俄国对英国在南亚、西亞的霸权发出挑战；英国在歐洲利用法国遏制德国，又在東亞利用日本牵制俄国；法国利用俄国牵制德国；德国利用奥匈帝国和奥斯曼帝国包围俄国......为了巩固既有的殖民地，相继组成了英法俄协约国和德奥意同盟国两大集团。
第一次世界大战以同盟国（意大利倒戈）战败的结果告终。作为惩罚，德国被剥夺了全部海外殖民地，奥匈帝国瓦解，领土被邻国瓜分或组成新的国家，奥斯曼帝国丧失了全部阿拉伯领土。
随着经济的现代化、市场的调整、城市化的发展、社会文化的进步、民族解放和反殖民主义运动的高涨，到1920年代时老式的殖民主义体系已经大为削弱，殖民国家已经认识到不能通过战争的手段来获得新的殖民地。战败国被剥夺的殖民地成为国际联盟的委任统治地区交给战胜国管理，虽然实质上仍是殖民地，但国际联盟的委任统治条款已经规定受托国必须促进委任统治地居民的福利，并在适当的时候建立独立的国家。
到1930年代，出现了新的殖民主义思潮——源于地缘政治理论的德國法西斯主义殖民观及“生存空间”的概念。日本也在日俄战争之后开始提出亚洲国家在日本“领导”下抵御白人世界侵略的口号，并在1930年代将其演变为“大东亚共荣圈”理论。其他法西斯国家如意大利和西班牙也陆续提出了“法西斯帝国主义”和“大西班牙主义”的口号。希特勒曾在其著作《我的奋斗》中不主张德国从事海外扩张，认为在海外扩张不如在欧洲扩张对德国有利，但他后来却核准纳粹党“25点纲领”中的殖民地要求，并在1933年后鼓励德国殖民地运动派的活动。
1931年日本发动9·18事变，占领了中国东北，宣告对世界的重新分割已经再度开始，继之是1935年意大利入侵埃塞俄比亚的战争。第二次世界大战的起因十分复杂，不能简单归结于传统形式殖民主义发展的结果，但殖民主义的变种——“生存空间”理论，以及对“生存空间”的争夺，显然是其爆发的主要原因之一。

### 第二次世界大战后殖民地的独立运动

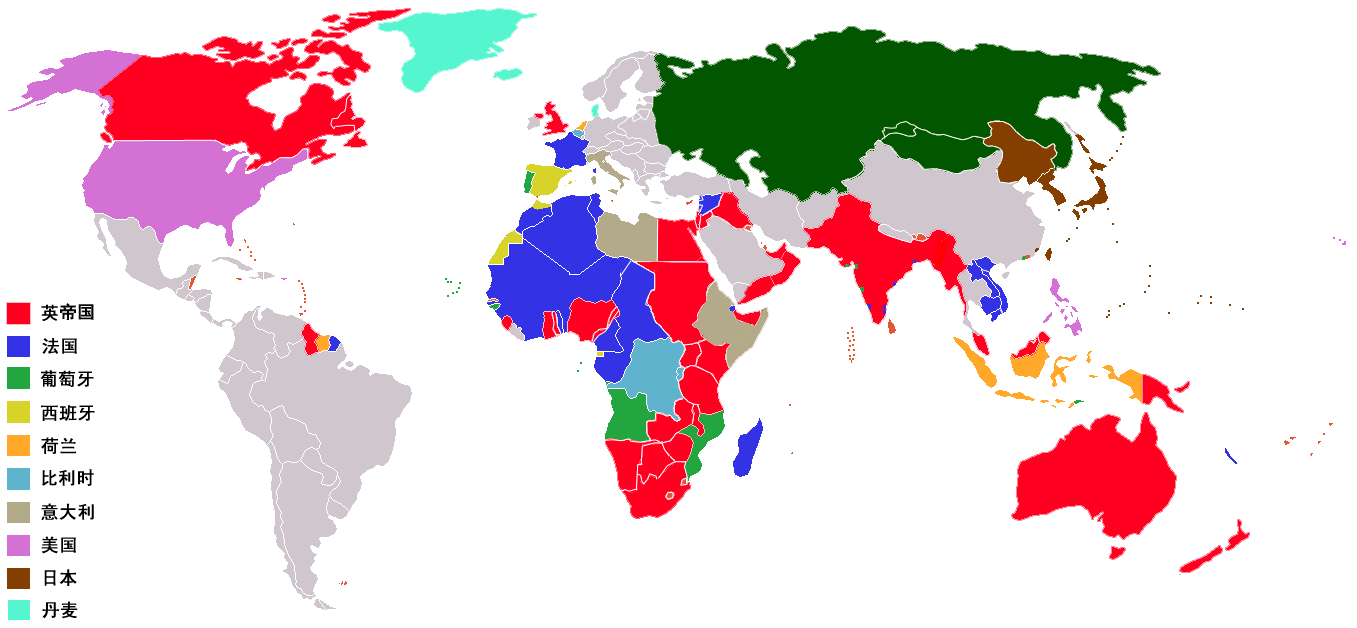
1939年的世界殖民地

由于第二次世界大战的影响，一战后残存的各主要殖民国家，如英国、法国、荷兰、比利时和意大利，在战争中都被削弱。在战争期间，未被占领的盟国殖民地，如印度、东非、尼日利亚、比属刚果等地的民族工业得到一定的发展，殖民帝国内部的分工体系被打破。同时，由于日本和德国借助扶植殖民地民族主义运动的方法来削弱盟国的力量，盟国殖民地的民族解放运动在战争中也在轴心国的卵翼下得到了一定的发展。
第二次世界大战结束后，殖民地解放运动首先在曾被日本占领的荷属东印度、英属缅甸、法属印度支那等地爆发。这些地区的民族主义者曾经在战争中与日本占领军合作，建立名义上“独立”的傀儡国家。日本在投降前夕将权力及武器移交给当地的民族主义分子，令其为盟国制造混乱。1945年8月17日，印度尼西亚首先宣布独立，越南于9月2日宣布独立。殖民地独立运动的浪潮随即蔓延到缅甸、印度、马来亚、菲律宾等亚洲国家和地区。至1953年柬埔寨独立之后，法国、荷兰和美国在亚洲的殖民地已经全部成为独立国家。
大英帝國曾是全世界最大的殖民帝國，影響力遍及全球。早於二戰前，英國通過《1931年西敏法令》，給予自治領獨立國家的權利，但自治領實際上仍作為大英帝國的一部分。二戰後，一些國家如印度、南非等便宣布獨立，但這些國家仍屬于英聯邦，與原宗主國英國保持特殊關係，而澳大利亚、新西兰等英联邦王国仍视英国君主為國家元首。
进入1950年代后，特别是1955年万隆会议之后，在已独立的殖民地和半殖民地国家鼓舞之下，这一运动又发展到非洲。1956年第二次中东战争后，英国宣布了“从苏伊士以东撤退”的政策，英国在1957年至1963年间先后撤出锡兰（今斯里兰卡）、马来亚、北婆罗洲、海峡殖民地（新加坡、马六甲和槟榔屿）、南也门、巴林、科威特、卡塔尔、特鲁西尔阿曼（今阿拉伯联合酋长国）、桑给巴尔、肯尼亚和乌干达。
战后非洲国家的独立浪潮，始于1956年英埃苏丹和1957年加纳的独立。从1960年起，非洲殖民地独立运动达到高潮，1960年一年内，非洲有17个国家宣布独立，其中13个国家为原法属殖民地，3个国家为原英属殖民地（包括意属索马里），1个为原比属殖民地。至1960年代末，英国和法国所属的殖民地已经大多被宣布独立。而随着瓦努阿图在1980年独立，法兰西殖民帝国正式终结。1980年，南罗得西亚更名为津巴布韦，并从英国独立，至此大英帝国丧失其在非洲大陆的所有殖民地。不過，南非（包含西南非洲）此時仍由當地白人所控制，直至1990年3月21日西南非洲独立为纳米比亚以及1994年5月10日納爾遜·曼德拉成為南非總統後，白人在非洲的統治才結束。至於大英帝国在亚洲大陆的最后一块殖民地香港，则在1997年7月1日正式脱离英国统治並主權移交予中華人民共和国，至此大英帝国正式成为历史。
虽然苏联不属于殖民帝国，但苏联在二战后对东欧、中亞国家的直接控制（大部分為蘇聯的衛星国，雖為獨立主權國家，並加入聯合國，卻毫無獨立的國防和外交權力，經濟也受蘇聯控制），蘇聯对境内少数民族的镇压也被认为是另一种形式的紅色殖民帝国。蘇聯亦支持殖民地的獨立戰爭。苏联於1991年12月25日解体，繼承的俄羅斯雖然对东欧地区仍保持一定的影响力，但東歐國家已擁有完全的主權獨立，大部分國家亦加入歐盟和北約。
在1974年的康乃馨革命前，只有葡萄牙仍然在非洲保留有大片殖民地，革命后葡萄牙政府宣布放弃所有殖民地，1975年容許所有殖民地獨立，但葡萄牙的最后一块殖民地澳门直到1999年12月20日才脱离葡萄牙统治並主權移交予中華人民共和国，至此葡萄牙帝国宣告终结。西方帝國主義的殖民地時代亦正式結束。

## 统治方式
對於殖民地的統治方式，主要有以下兩種不同見解：即尊重殖民地舊有習慣、不刻意予以同化的特別統治主義，以大英帝國為代表；以及將殖民地視為本國領土的延伸，盡力予以同化為本國人的內地延長主義，以法、葡、西、日等國為代表。

## 前宗主国对原殖民地的援助
1950年代非洲和亚洲的殖民地广泛独立后，一些宗主国对原殖民地进行了广泛的援助。援助的内容既包括经济上的，也包括政治、文化、军事等领域的合作。
经济援助是宗主国援助的最主要形式，包括直接的经济援助、以及贷款、投资等形式的财政援助。以法国对非洲前法属殖民地国家的援助为例，1997年和1998年，法国向刚果提供了2.42亿和2060万美元，分别占当年刚果外援总额的90％和31.9%。1998年法国对多哥的援助达149亿非洲法郎。
比利时对刚果民主共和国（扎伊尔）的财政援助在1999年为2280万欧元，至2002年为4440万欧元。此外，前宗主国通常还与原殖民地国家签署技术、军事、文化等合作协定，为这些国家提供留学生奖学金，派遣技术专家，提供军事顾问和武器。

## 殖民地定义的争议
与本国原有领地相连的、但是具有不同的种族和文化的新征服地区是否可以被算作殖民地，一直是一个具有争议的问题。历史上俄国对中亚、西伯利亚和北美洲的殖民，美国的西进运动，条顿骑士团对东欧的殖民以及奥地利帝国对中欧的占领，都具有征服殖民地的性质。一些历史学家也将这些对新领地的征服算作殖民运动。但也有一些历史学家认为，这些地区被征服后经过一定时间的演变，成为与宗主国其他行政区划地位相等的新省份（或州），并采纳了宗主国的语言、文化、意识形态，因此不应该算作殖民地。
一种折中的看法是，将征服行动本身看做是殖民行为，但被征服地区作为与宗主国其他政治实体（如省、州）地位相同的实体加入宗主国、其居民享有与宗主国公民完全平等的政治权利后，该地区作为殖民地的时期即告结束。以美国历史为例，即从西部新领土归美国统治时开始，到该领土作为州加入合众国的那段时期为止，这段时期可以算是该地区的殖民地时期（例如1867年-1959年的阿拉斯加）。历史上中国周边国家对中国的藩属关系也不同于殖民地与宗主国的关系，因为这些国家政治上实行内部自主，经济和军事也完全独立。事实上这种关系有些类似于神圣罗马帝国早期的德意志诸邦与帝国皇帝、以及宗教改革之前欧洲各国对罗马教廷的臣服关系。
第二个具有争议的问题是海外领地与殖民地的区别。一些面积很小、原为荒凉无人地区的殖民地（大多是海岛），其居民为宗主国移民，享有完全、充分的政治权利，与宗主国具有相同的文化，对宗主国有认同感，或者由于太过荒凉而无常住人口，这样的地区不能够算做殖民地。具体来说，比如英国的福克兰群岛、圣赫勒拿岛、特里斯坦-达库尼亚岛，以及挪威的布韦岛。法国的一些海外省虽然人种与法国本土不同，但对法兰西文化也有很强的认同感，并且不愿独立。
与之相反，如果一个殖民地被列为“海外领地”或“海外省”，但其居民因肤色、种族、信仰等原因不能享有与宗主国公民完全平等的政治权利，则该地区仍被作为殖民地看待。这方面最著名的例子就是1950年代葡萄牙宣布安哥拉、莫桑比克等非洲殖民地为「海外省」后，由于当地的黑人无法享有完全的公民权利，世界上大多数国家均不承认这些地区为非殖民地地区。同样的例子是，1965年11月11日罗得西亚（今津巴布韦）總理伊恩·史密斯宣布獨立后，由于国内的黑人政治地位仍与独立之前相同，因此除南非和葡萄牙等少数国家之外，包括英国在内的世界各国均不承认罗得西亚为独立国家，英国还提出了稱为「NIBMAR」的原则，即「多数统治落實前不得独立」（No Independence Before Majority African Rule）。
根据《南极条约》各国对南极洲均不能提出领土要求或宣布其为殖民地，已经提出的也被冻结。

### 英屬香港以及葡屬澳門
1842年《南京条约》把香港島割讓為英国殖民地，其後1860年《北京条约》再割讓九龍及1898年《展拓香港界址專條》租借新界99年，塑造了今日香港大致範圍。澳門則在1557年開始被葡萄牙人向明朝租借，及在1887年與清朝簽訂《中葡和好通商條約》成為殖民地。然而，1971年中华人民共和国透過聯合國大會2758號決議取代中華民國在聯合國的席位代表權後，翌年即1972年向聯合國非殖民化委員會提出將香港及澳門於准許民族自決及獨立的殖民地或屬地名單上撤消，理據是「殖民地是遭受外國統治管轄而喪失主權的國家......香港及澳門本身並非主權國家，而是英國和葡萄牙所佔領的中國領土，是帝國主義國家強加於中國的一系列不平等條約的結果，中华人民共和国不承認這些不平等條約，聯合國並沒有權討論這些問題。」而議案在大會上獲得通過。此舉的結果是使香港及澳門人民喪失自決的權力，無法依據聯合國非殖化的努力及早自治，自此港澳被移出联合国擬准許民族自決及獨立的“非自治领土”名单。歷史學博士楊穎宇表示北京政府把兩者剔除的原因在於令港澳不會獨立，而在事實上兩地還是殖民地。中山大學粵港澳發展研究院的王鎵禹同樣認同上述說法，並指港澳從名單中刪除與兩地是否殖民地無關。直至1980年代，中华人民共和国政府分別與英國及葡萄牙就香港及澳門前途談判期間，一再強硬拒絕香港及澳門人民在談判桌上佔一席位，其後兩個聲明亦未有香港及澳門代表簽署，以使1997年及1999年，香港及澳門在繼續維持原有生活方式、政治制度的一國兩制原則下，過渡成為中华人民共和国的特別行政區。而香港及澳門特別行政區人民無法加入中国人民解放军，進入中國內地仍需要特別證件（回鄉證）。

#### 港澳殖民地時期的政治改革議題
根據2017年公布的部分英國外交部的解密文件顯示，在二戰後非殖民化浪潮中，英國政府曾探討讓香港成為自治領的可能，例如楊慕琦計劃，但受到中國大陸內政不穩的因素影響，而且中華人民共和國國務院總理周恩來亦多次向英國政府警告「讓香港自治會視作為不友善的表現」。英國外交部曾在1952年批准第22任香港總督葛量洪較為溫和的改革方案，但行政立法兩局的官守官員突然反對任何改革，時殖民地大臣列堤頓（Oliver Lyttelton）在同年表示任何重大改革都不恰當。1958年上任的港督柏立基認為，推動任何改革都會挑釁中國大陸。致令英國政府在香港統治至1997年6月30日，期間只作民生事務改革而無以在香港推動民主。
從1962年起一直居住在香港的英國學者顧汝德說：「由外籍人組成的殖民地政府，與以華人為主的商界精英串通一氣，致力保存遺留自上世紀的殖民地政治體制，連最溫和的改革都要扼殺。」接任楊慕琦的葛量洪認為楊慕琦的改革並非必要，認為香港不能實行他在牙買加、尼日利亞和斐濟擔任總督時發展的那種制度，並且指出：「香港和其他殖民地不同，因為香港永遠不可能獨立，它要麼繼續是英國的殖民地，要麼被中國收回，成為廣東省的一部分。」香港歷史學家高馬可認為，葛量洪須要為扼殺楊慕琦的改革負上很大的責任。其後的港督麥理浩從香港民生內政著手，大力發展基建及推進各個制度的現代化，致使香港在七、八十年代經濟起飛及繁榮。
在澳門，1966年發生一二·三事件及1974年四二五革命後，葡萄牙臨時政府更直接宣佈放棄所有海外殖民地，但受中國大陸方面拒絕接收而維持「葡萄牙管治下的中國領土」直至1999年12月20日，期間澳葡政府雖然成立，但由親共社團控制的澳門立法會，母國嫌麻煩對社會事務也放任不理，澳門無推進自治與民主，並造成過渡期的混亂局面。

## 现存的殖民地和海外自治领地
联合国成立后，去殖民化进程加快，大多数殖民地完成去殖民，但英法等国依然有大量前殖民地以“海外领地”形式存在。《联合国宪章》第十一章将非自治领土定义为“其人民尚未臻自治之充分程度者”。大会在1946年12月14日第66(I)号决议中列出了适用《宪章》第十一章的72个领土名单。1963年，给予殖民地国家和人民独立宣言执行情况特别委员会（又称“非殖民化特别委员会”或“24国委员会”）核准了适用《宣言》的领土初步名单（A/5446/Rev.1，附件一）。如今，24国委员会的议程上保留了下列17个非自治领土。负有或承担管理这些领土责任的会员国称为管理国。这些地区的人民享有自决权。

### 联合国非殖民化委员会公布的“非自治领土”名单[21]
| 區域     | 非自治領土名稱 | 主要管理國                                              | 地位           | 其它要求               | 人口    | 面積 / km2 (mi2)  |
| -------- | -------------- | ------------------------------------------------------- | -------------- | ---------------------- | ------- | ----------------- |
| 非洲     | 西撒哈拉       | 无（大部分地区由 摩洛哥管辖，但联合国不承认其管理地位） | 政治实体       | 撒拉威阿拉伯民主共和國 | 531,000 | 266,000 (102,703) |
| 大西洋   | 聖赫勒拿       | 英国                                                    | 海外領土       | 不適用                 | 5,396   | 310 (120)         |
| 大西洋   | 百慕大         | 英国                                                    | 海外領土       | 不適用                 | 62,000  | 57 (22)           |
| 大西洋   | 福克蘭群島     | 英国                                                    | 海外領土       | 阿根廷                 | 2,500   | 12,173 (4,700)    |
| 加勒比海 |                | 英国                                                    | 海外領土       | 不適用                 | 15,500  | 96 (37)           |
| 加勒比海 | 英屬維爾京群島 | 英国                                                    | 海外領土       | 不適用                 | 28,103  | 153 (59)          |
| 加勒比海 | 开曼群岛       | 英国                                                    | 海外領土       | 不適用                 | 55,500  | 264 (102)         |
| 加勒比海 |                | 英国                                                    | 海外領土       | 不適用                 | 5,000   | 103 (40)          |
| 加勒比海 |                | 英国                                                    | 海外領土       | 不適用                 | 31,458  | 948 (366)         |
| 加勒比海 | 美屬維爾京群島 | 美国                                                    | 非合併建制領土 | 不適用                 | 106,405 | 352 (136)         |
| 太平洋   | 美属萨摩亚     | 美国                                                    | 非合併建制領土 | 不適用                 | 55,519  | 200 (77)          |
| 太平洋   | 關島           | 美国                                                    | 非合併建制領土 | 不適用                 | 159,358 | 540 (208)         |
| 太平洋   | 新喀里多尼亞   | 法國                                                    | 海外属地       | 不適用                 | 252,000 | 18,575 (7,172)    |
| 太平洋   | 法屬玻里尼西亞 | 法國                                                    | 海外属地       | 不適用                 | 271,000 | 4,000 (1544)      |
| 太平洋   | 皮特凯恩群岛   | 英国                                                    | 海外領土       | 不適用                 | 50      | 35.5 (13.7)       |
| 太平洋   | 托克勞         | 新西兰                                                  | 海外領土       | 不適用                 | 1,411   | 12.2 (4.7)        |
| 歐洲     | 直布罗陀       | 英国                                                    | 海外領土       | 西班牙                 | 29,752  | 5.8 (2.2)         |